# کامران جبرئیلی
کامران جبرئيلی از عکاسان فعال در دوران جنگ ایران و عراق بود که جنگ را حتی سالها پس از پایان آن موضوع عکس های خود قرار داد. او زمانی که دانشجوی رشته معماری دانشگاه تهران بود، عکاسی را آغاز کرد و نهايتا معماری را رها کرد.
او یکی از داوران جایزه عکس کاوه گلستان و همچنین جایزه عکس شید بود.

## کتاب‌ها
- آئینه جنگ /چهره های جنگ /آثار عکاسان ایرانی از جنگ عراق و ایران/ ۱۳۶۰ [۴]
- ابیانه /کامران جبرئیلی /۱۳۷۷ [۵]
- اولین دیدار / اولین دوره بازی های بانوان کشورهای اسلامی/ ۱۳۷۲[۶]
- زندگی …، جنگ /عکس های کامران جبرئیلی /۱۳۶۱ [۷]
- نگاه به ایران (کارت پستال)/ کامران جبرئیلی/ ۱۳۷۰ [۸]

## نمایشگاه‌ها
- نمایشگاه گروهی تداوم 3 [۹]